# NGC 317
NGC 317 est une paire de galaxies constituées de PGC 3442 (NGC 317A) et de PGC 3445 (NGC 317B). NGC 317 a été découverte par l'astronome américain Lewis Swift le 1er octobre 1885 qui croyait observer une seule nébuleuse, nom que l'on donnait à cette époque aux taches diffuses de la sphère céleste. Consulter les articles NGC 317A et NGC 317B pour les informations au sujet de ces deux galaxies.

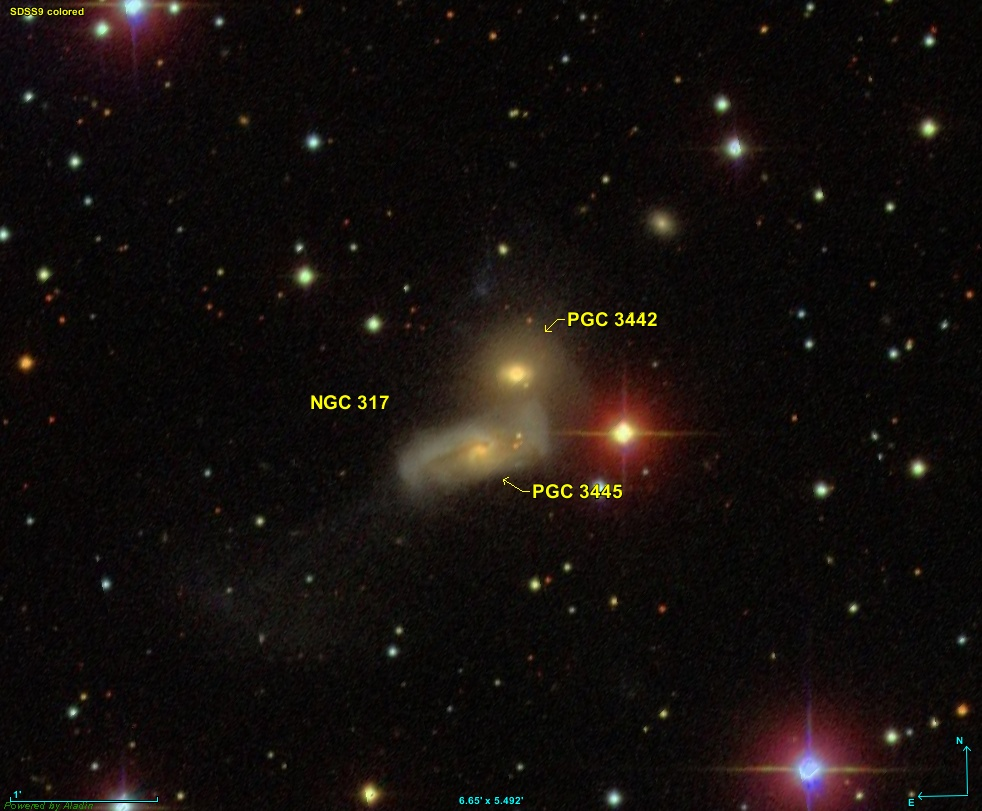
La paire de galaxies de NGC 317.